# Apeadero Maquinista Ricardo Cal
Maquinista Ricardo Cal es una estación ferroviaria en carácter de apeadero, ubicada en el partido de Marcos Paz, Provincia de Buenos Aires, Argentina. Fue inaugurada el 1 de diciembre de 2022.

## Servicios
Es un centro de transferencia intermedio perteneciente a la Línea Sarmiento, en el ramal que presta servicio entre las estaciones Merlo y Lobos.

## Ubicación
Se encuentra en el kilómetro 12,5 de la Ruta Provincial 40, partido de Marcos Paz.

## Historia

### Toponimia
Recibe el nombre de Ricardo Cal (1923-2008), quien fuera sindicalista del gremio La Fraternidad, maquinista ferroviario e historiador.